# Aero Star
Aero Star (* 22. Oktober 1984 in Mexiko-Stadt; bürgerlich Rodrigo Vera) ist ein mexikanischer Luchador. Er ist unter anderem bekannt für seine Wrestling-Auftritte für Asistencia Asesoría y Administración (AAA) und die Fernsehserie Lucha Underground. Aero Star gewann 2008 das Alas de Oro Turnier und ist bekannt durch seine für das Lucha Libre typischen High-Risk-Moves, also gefährliche Sprünge auf den „Gegner“.

## Leben
Der später vor allem als Aero Star bekannte Rodrigo Vera hatte sein Profidebüt 2003 in der mexikanischen Liga Asistencia Asesoría y Administr Chiva Rayada and Nino de Oroación (AAA), wo er zunächst unter dem Namen El Acuatico antrat. Trainiert wurde er von Gran Apache und Abismo Negro. Später wrestlete er ohne Maske als El Chamagol und formte mit Chiva Rayada und Nino de Oro ein Tag-Team, das bei der Großveranstaltung Guerra de Titanes Los Diabolicos (Ángel Mortal, Mr. Condor und Gallego) besiegen durfte. 2004 erhielt er eine neue Ringpersönlichkeit namens Chiva Rayada II und bildete zusammen mit dem originalen Chiva Rayada eine Art Gimmick-Fußballmannschaft, die sich an Deportivo Guadalajara anlehnte. Unter der Maske spielten noch andere Wrestler, so dass nicht nachvollzogen werden kann, welche Matches er bestritt, aber sicher ist, dass er mehrmals zwischen 2004 und 2006 auftrat, während er sich noch im Training befand.
Nach fünf Jahren wurde ihm seine eigene Ringpersönlichkeit zugestanden und er wurde in Aero Star umgetauft, erhielt eine neue Maske und ein neues Gimmick. Sein Debüt hatte er am 20. Dezember 2006. Dabei wurde er als „letzte Kreation“ des kurz vorher verstorbenen AAA-Gründers Antonio Peña eingeführt, was tatsächlich auch den Tatsachen entsprach. Peña, Fernando Fuentes und Aero Stars Vater, ebenfalls ein Wrestler, hatten das Outfit entworfen. Er machte sich als Newcomer mit seinen riskanten High-Flying Moves direkt einen Namen und trat mit einer Reihe von neuen Wrestlern als Real Fuerza Aérea (Anspielung auf die Royal Air Force) an. Dazu gehörten unter anderem Laredo Kid, Pegasso, Rey Cometa und Super Fly. 2007 hatte Aero Star sein Pay-per-View-Debüt bei Verano de Escándalo, wo er zusammen mit Rey Cometa, Estrellita und Octagoncoito gegen Alfa, Pirata Morgan, Faby Apache und Mini Chessman verlor. Es folgte ein Auftritt bei Guerra de Titanes 2007. 2008 trat er im Rey de Reyes-Tournament an, wurde jedoch in der ersten Runde eliminiert.
Am 8. August gewann Aero Star das zweite Alas de Oro-Tournament. Durch spektakuläre Aktionen, so einen Sprung von einer 20 Fuß hohen Beleuchtung. In dieser Zeit entwickelte er sich zu einem der Stars von AAA und durfte zusammen mit Drago den AAA World Tag Team Championship und mit Faby Apache den AAA World Mixed Tag Team Championship gewinnen. Zudem gewann er den Copa Antonio Peña 2010. Fehden hatte er in dieser Zeit mit Billy Boy, Super Fly und Sexy Star. 2011 durfte er außerdem mit Jack Evans als Vertreter der AAA bei der japanischen Promotion Pro Wrestling NOAH im Nippon TV Cup Jr. Heavyweight Tag League antreten.
2015 startete Aero Star in der Fernsehserie Lucha Underground. In der ersten Staffel hatte er eine Fehde mit Drago. Die beiden hatten eine Best-of-5-Serie, die Aero Star verlor. Parallel startete er eine Karriere bei Pro Wrestling Guerrilla (PWG), wo er bei der Battle of Los Angeles 2015 Brian Cage unterlag, und Chikara, wo er zusammen mit Drago und Fénix das King of Trios-Tournament gewinnen durfte. In der zweiten Staffel von Lucha Underground (2016) wurde er zusammen Drago und Fénix Lucha Underground Trios Champion, verlor den Titel jedoch in der 3. Staffel wieder, als er von seinem eigenen Teampartner gepinnt wurde.

## Wrestlingtitel
- Asistencia Asesoría y Administración
  - AAA World Tag Team Championship (1×) – mit Drago[7]
  - AAA World Mixed Tag Team Championship (1×) mit Faby Apache
  - Alas de Oro (2008)[8]
  - Copa Antonio Peña (2010)[9]
- Chikara Pro Wrestling
  - King of Trios (2015) – mit Drago und Fénix[10]
  - Rey de Voladores (2016)[11]
- Lucha Underground
  - Lucha Underground Trios Championship (1×) – mit Drago und Fénix[12]
- Pro Wrestling Illustrated
- Platz 166 der 500 besten Single-Wrestler in der PWI 500 (2015)[13]